# 切爾卡斯基比什金
49°32′54″N 36°24′59″E / 49.54833°N 36.41639°E
切爾卡斯基比什金（烏克蘭語：Черкаський Бишкин）是位於烏克蘭東部的村莊，由哈爾科夫州丘胡伊夫区的斯洛博然斯凱市鎮負責管轄。該村始建於1646年，面積1.19平方公里，海拔高度85米，2001年人口625，人口密度每平方公里527.4人。